# John Reiner
John Reiner (né en 1956) est un dessinateur humoristique américain, surtout connu pour avoir repris au décès de leur créateur Bill Hoest en 1988 le dessin de The Lockhorns (en), Agatha Crumm (en), Bumper Snickers, Laugh Parade (en) et Howard Huge (en).